# عبدالرحیم بروجردی
شیخ عبدالرحیم بروجردی فقیه و عالم دینی قرن سیزدهم که تولیت آستان قدس رضوی در دوره قاجار را در سال(۱۲۶۶–۱۲۶۸ه. ق) برعهده داشته. و متوفی سال ۱۲۷۷ ه. ق می‌باشد و در رواق دارالسیادة در حرم علی بن موسی الرضا دفن شد. (بامداد، ج ۵، ص ۲۴۷)

## زندگی‌نامه
شیخ عبدالرحیم بروجردی در سال ۱۲۲۴ ه. ق در بروجرد زاده شد، پدرش «میرزا محمد» نام داشت. او فقه و اصول (علوم و معارف) را از استادان بزرگ عصر خود شیخ اسدالله بروجردی معروف به «حجة الاسلام» (متوفی ۱۲۷۱) و حاج سید محمد شفیع جاپلقی (متوفی ۱۲۸۰) در بروجرد فراگرفت. سپس برای تکمیل تحصیل خود راهی نجف شد. از جمله استادان وی در نجف و کربلا محمدشریف بیغشی و محمدحسین کاشف‌الغطاء و  محمدحسن نجفی صاحب «الجواهر» و محمد حسین اصفهانی صاحب «فصول» بودند. او در آن زمان به درجهٔ اجتهاد رسید.
بروجردی در نجف و کربلا و به سپس در تهران به تدریس پرداخت. تا آنکه به درخواست بزرگان مشهد در ۱۲۵۸ به قصد تدریس و ارشاد به آن شهر رفت و مورد توجه قرار گرفت. حوزهٔ درسش از حوزه‌های مهم به شمار می‌رفت و چون در محله «بالا خیابان مشهد» زندگی می‌کرد، به «بالاخیابانی» معروف شد. از جمله شاگردانش می‌توان به محدث نوری، علی اکبر نهاوندی (استاد سید عبدالاعلی سبزواری)، محمدعلی محلاتی، شیخ محمدحسن ممقانی (پدر  عبداله مامقانی) اشاره کرد.  محمدحسن ممقانی در ۱۲۶۳ق تقریر بحث «الصوم» استاد او عبدالرحیم بروجردی را نوشته است.
در ۱۲۶۶، پس از سرکوب شدن حسن‌خان سالار و فرونشستن آشوب مشهد، میرزاتقی خان امیرکبیر، بروجردی را به نیابت تولیت آستان قدس منصوب کرد.
محدث نوری علاوه بر شاگردی داماد وی نیز بود. فضل‌الله نوری نوه دختری او می‌باشد. عبدالرحیم بروجردی در سن ۸۵ سالگی درگذشت و در تالار حرم علی بن موسی الرضا دفن شده است.

## فرزندان
دو فرزند او شیخ حسن و شیخ عبدالحسین که از روحانیون مشهد بودند و اعقاب او لقب «رحیمی» رابرای خود برگزیدند.

## آثار
۱. «جوامع الکلام فی شرح قواعد الاحکام»، که در سال ۱۲۷۴ه. ق تألیف کرده و به گفتهٔ آقا بزرگ طهرانی(۱۴۰۳، ج۵، ص۲۵۲)کتاب بزرگی است و نسخه‌ای به خط خودش در کتابخانه ملک تهران موجود است.
۲. «الهدیة الرضویة»، که برگزیده‌ای از کتابهای مزار و در آداب زیارت علی بن موسی الرضااست، این کتاب با نام «التحفةالرضویة» نیز شناسانده شده است.

## شاگردان
- شیخ محمد حسن مامقانی سال ۱۲۶۳ ه. ق در تقریر بحث «الصوم» استادش شیخ عبدالرحیم بروجردی را نوشته است.
- محدث نوری هم شاگرد و هم داماد او بود.
- ملا محمد علی محلاتی[۱]
- سیدمحمدقاضی[۵]

## استادان
- حاج ملا اسدالله بروجردی (ملقب به حجِةالاسلام).
- شیخ محمد شریف بیغشی
- شیخ حسن کاشف الغطاء فرزند جعفر کاشف‌الغطا
- شیخ موسی کاشف الغطاء فرزند جعفر کاشف‌الغطا
- شیخ علی کاشف الغطاء از علمای خاندان کاشف الغطا
- شیخ محمد حسن نجفی صاحب کتاب«الجواهر»[۱]
- اسدالله بروجردی[۱]